# Saturday Night's Alright for Fighting
"Saturday Night's Alright for Fighting" (nogle gange skrevet "Saturday Night's Alright (For Fighting)") er en sang af den britiske sanger Elton John og er skrevet af Bernie Taupin fra albummet Goodbye Yellow Brick Road (1973). Sangen blev forbudt på mange radiostationer frygter at titlen ville tilskynde til vold.
Sangen blev udgivet den 16. juli 1973 som albummets første single, og nåede Top 10 i Storbritannien og Top 20 i USA. På trods af at være en beskeden succes, forbliver sangen en af hans mest kendte sange.

## Coverversioner
The Who har i 1991 indspillet sangen på tributealbummet Two Rooms: Celebrating the Songs of Elton John & Bernie Taupin  i 1991. Forsangeren fra The Who, Roger Daltrey, spillede nummeret sammen med Elton John ved mindekoncerten for Freddie Mercury på Wembley i 1992. 
Freddie Mercury havde selv spillet nummeret sammen med Queen ved flere af bandets koncerter. 
Trashmetal-bandet Flotsam and Jetsam har udgivet sangen på albummet No Place for Disgrace udgivet i 1988.
Nickelback har indspillet nummeret, der er udgivet på soundtracket til filmen Charlie's Angels: Uden hæmninger fra 2003 og som B-side til CD-singlen "Gotta Be Somebody".

## Sporliste
Alle sange er skrevet af Elton John og Bernie Taupin.
A-side
1. "Saturday Night's Alright for Fighting" – 4:55

B-side
1. "Jack Rabbit" – 1:50
2. "Whenever You're Ready (We'll Go Steady Again)" – 2:50